# Crytea tsitsikamae
Crytea tsitsikamae är en stekelart som beskrevs av Heinrich 1968. Crytea tsitsikamae ingår i släktet Crytea och familjen brokparasitsteklar. Inga underarter finns listade i Catalogue of Life.